# مرکز بخش
مرکز بخش در تقسیمات کشوری ایران، شهر یا روستایی در آن بخش است که بخشداری در آن واقع است. به شخصی که به ریاست امور یک بخش گماشته می‌شود بخشدار گفته می‌شود.
| واحد تقسیمات کشوری | مسئول               | نهاد                  | نوع            | مرکز         |
| ------------------ | ------------------- | --------------------- | -------------- | ------------ |
| کشور               | وزیر کشور           | وزارت کشور            | دولتی          | پایتخت       |
| استان              | استاندار            | استانداری             | دولتی          | مرکز استان   |
| شهرستان            | فرماندار            | فرمانداری (ویژه)      | دولتی          | مرکز شهرستان |
| بخش                | بخشدار              | بخشداری               | دولتی          | مرکز بخش     |
| دهستان             | بخشدار (قبلاً دهدار) | بخشداری (قبلاً دهداری) | دولتی          | مرکز دهستان  |
| شهر                | شهردار              | شهرداری               | عمومی غیردولتی | –            |
| روستا              | دهیار               | دهیاری                | عمومی غیردولتی | –            |